# Alessandra Mussolini

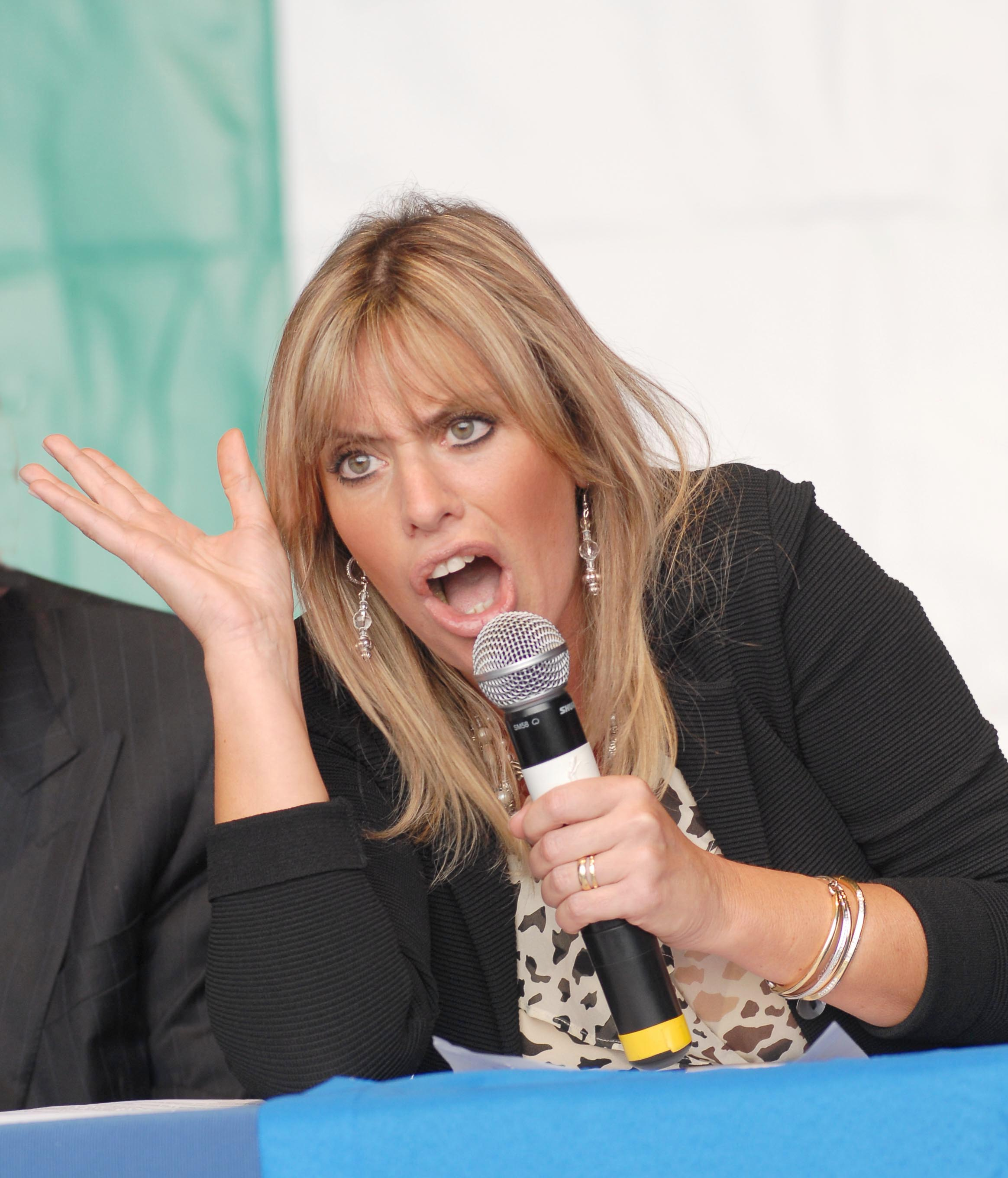
Alessandra Mussolini

Alessandra Mussolini (n. 30 decembrie 1962, Roma, Italia) este o politiciană italiană neofascistă, membră a Parlamentului European, actriță de film și televiziune. 

## Familia extinsă
Alessandra Mussolini este fiica Annei Maria Scicolone și a lui Romano Mussolini, al treilea fiu al liderului fascist interbelic al Italiei, Benito Mussolini. Una din mătușile sale este actrița italiană Sophia Loren.

## Filmografie

#### Cinema
- 1972 Bianco, rosso e..., regia Alberto Lattuada
- 1977 O zi deosebită (Una giornata particolare), regia Ettore Scola
- 1982 Il caso Pupetta Maresca, regia Marisa Malfatti și Riccardo Tortora
- 1983 Il tassinaro, regia Alberto Sordi
- 1984 Qualcosa di biondo, regia Maurizio Ponzi
- 1985 Assisi Underground, regia Alexander Ramati
- 1987 Rimini Rimini, regia Sergio Corbucci
- 1987 Noi uomini duri, regia Maurizio Ponzi
- 1987 Non scommettere mai con il cielo, regia Mariano Laurenti
- 1990 La pattuglia nel deserto (Ha-Derech L'Ein Harod), regia Doron Eran
- 1990 Sabato, domenica e lunedì, regia Lina Wertmüller

#### Televiziune
- 1986 Ferragosto OK, regia Sergio Martino – miniserie TV
- 1987 Investigatori d'Italia – serial TV, episodi 1x02 e 1x11
- 1990 Vincere per vincere, regia Stefania Casini – film TV turnat în 1988